# Umbugarla
Umbugarla är ett australiskt isolatspråk som talades av endast 3 personer i Arnhem Land i norra Australien år 1981. Det är möjligt att språket numera är utdött.
Det har föreslagits att Umbugarla kan vara besläktat med isolatspråket ngurmbur.